# Radicaal 113
Radicaal 113 is een van de 23 van de 214 Kangxi-radicalen dat bestaat uit vijf strepen.
In het Kangxi-woordenboek zijn er 213 karakters die dit radicaal gebruiken.

## Karakters met het radicaal 113
| Strepen | Karakter                                                       |
| ------- | -------------------------------------------------------------- |
| + 0     | 示 礻                                                          |
| + 1     | 礼                                                             |
| + 2     | 礽                                                             |
| + 3     | 社 礿 祀 祁 祂 祃                                              |
| + 4     | 祄 祅 祆 祇 祈 祉 祊 祋 祌 祍 祎                               |
| + 5     | 祏 祐 祑 祒 祓 祔 祕 祖 祗 祘 祙 祚 祛 祜 祝 神 祟 祠 祡 祢    |
| + 6     | 祣 祤 祥 祦 祧 票 祩 祪 祫 祬 祭 祮 祯                         |
| + 7     | 祰 祱 祲 祳 祴 祵 祶 祷 祸                                     |
| + 8     | 祹 祺 祻 祼 祽 祾 祿 禀 禁 禂 禃 禄                            |
| + 9     | 禅 禆 禇 禈 禉 禊 禋 禌 禍 禎 福 禐 禑 禒 禓 禔 禕 禖 禗 禘 禙 |
| + 10    | 禚 禛 禜 禝 禞 禟 禠 禡 禢 禣                                  |
| + 11    | 禤 禥 禦                                                       |
| + 12    | 禧 禨 禩 禪 禫                                                 |
| + 13    | 禬 禭 禮 禯                                                    |
| + 14    | 禰 禱                                                          |
| + 15    | 禲                                                             |
| + 17    | 禳 禴                                                          |
| + 18    | 禵                                                             |
| + 19    | 禶 禷                                                          |

Orakelbotkarakter
Groot zegelkarakter